# Étape du Tour
L’Étape du Tour est une épreuve cyclosportive organisée chaque année depuis 1993. Il s’agit d’un des plus grands rassemblements de cyclistes annuels au monde.

## Histoire

### Les origines du mouvement cyclosportif
L’idée originale des premiers cyclosportifs était de reproduire les grands marathons sur route. C'est ainsi qu'en 1982 fut fondée la Marmotte en France. Mais le mouvement cyclosportif vient des pays anglo-saxons avec des courses d'ultrafond comme Race Across America. La course américaine créée elle aussi en 1982 est la plus longue avec 4 700 km. Les cyclosportives d'abord cantonnées à une minorité de mordus vont rapidement se démocratiser avec l'arrivée d'abord des cyclotouristes avec Bordeaux-Paris Open en 1988 puis de Paris-Brest-Paris en 1991. C'est dans cette optique de permettre au commun des cyclistes de rouler sur le même parcours que les coureurs du tour que A.S.O décide de créer en 1993 l'Étape du Tour. L'idée est portée par Claude Droussent, le rédacteur en chef de Vélo Magazine. Depuis le milieu des années 1990 on note que de plus en plus de coureurs de bon niveau participent aux courses cyclosportives.

### L'Étape du Tour
En 1992, exactement 10 ans après l'apparition de ce type d'épreuves, le succès de ce genre d'épreuve est de plus en plus fort. Devant ce constat, ASO a l'idée de permettre aux cyclotouristes et cyclistes amateurs de courir sur le tracé d'une vraie étape du tour, souvent l'étape reine du tour. Ainsi naît en 1993 en seulement trois mois, l'Étape du Tour. La première édition se déroule dans les Pyrénées entre Tarbes et Pau sur le tracé de la 17e étape. Elle se déroule le jour de repos du tour et permet ainsi de drainer environ 1 700 personnes, dont certaines célébrités qui reviendront à l’instar d’Alain Prost ou Antoine de Caunes ainsi que de jeunes espoirs du cyclisme comme Christophe Rinero qui remporte cette première édition.
L'édition 1995 est celle de la confirmation avec près de 6 000 engagés dans les Alpes entre Aime et L'Alpe d'Huez qui se déroule le 8 juillet 1995. Au contraire de la première édition remportée par un espoir, elle voit la victoire de Thierry Bourguignon, alors au chômage à la suite de l'arrêt inopiné de son équipe. Mais elle est aussi marquée par un drame quand un jeune coureur, Sylvain Chaigneau, se tue en chutant dans la descente du col de la Croix-de-Fer. Un trophée est créé en son honneur qui est remis au meilleur espoir.
L'édition 1996 poursuit la progression et s'excentre des grands massifs en visitant le Massif Central. Le village départ est créé cette année-là. Désormais, tous les ingrédients sont réunis pour assurer le succès de l'épreuve. Qui plus est les coureurs découvrent le difficile relief du Massif Central et notamment la côte de Saint-Anastaise.
L'année 1997 voit la première victoire d'un amateur, mais surtout derrière la seconde place d'un jeune Polonais de 23 ans qui arrivé en retard au départ a dû remonter tous les pelotons pour finir second. Grzegorz Gwiazdowski qui gagnera le championnat de Zurich deux ans plus tard après une échappée de 250 km.
Les années suivantes ne dérogeront plus à la règle avec une alternance des massifs. Depuis le début des années 2000, les organisateurs doivent même refuser des concurrents pour cause de sécurité.
En 2011, pour satisfaire tout le monde, ASO décide de créer deux étapes du tour plus la création de Paris-Roubaix Cyclosportive.
En 2020 et 2021, la course est annulée pour la première fois de son histoire à cause de la pandémie de Covid-19.
En 2023, pour sa 31ème édition, l'Etape du Tour passe par le mythique Col de Joux Plane qui constitue la difficulté la plus compliquée à gérer, car hors catégorie (11,6 km à 8,5 %) et placé en fin de parcours, ce qui demande aux coureurs une attention particulière à la gestion de leur effort.

## Palmarès

### Vainqueur de la course masculine
| Année     | Vainqueur              | Deuxième             | Troisième          |
| --------- | ---------------------- | -------------------- | ------------------ |
| 1993      | Christophe Rinero      |                      |                    |
| 1994      | Igor Pavlov            |                      |                    |
| 1995      | Thierry Bourguignon    | Guillaume Judas      |                    |
| 1996      | Frédéric Bessy         | Bruno Thouroude      |                    |
| 1997      | Patrick Bruet          | Grzegorz Gwiazdowski |                    |
| 1998      | José Doran             |                      |                    |
| 1999      | Cyril Bastière         |                      |                    |
| 2000      | Igor Pavlov            |                      |                    |
| 2001      | Igor Pavlov            | Christophe Dupouey   | Laurent Beillevert |
| 2002      | Laurent Marcon         |                      |                    |
| 2003      | Loïc Herbreteau        | Laurent Marcon       | Laurent Paumier    |
| 2004      | Jean-Christophe Currit | Loïc Herbreteau      | Laurent Marcon     |
| 2005      | Laurent Marcon         | Pierrick Gillereau   | Guillaume Lejeune  |
| 2006      | Blaise Sonnery         | Frédéric Périllat    | Jean-Noël Sarlin   |
| 2007      | Nicolas Fritsch        | Philippe Argans      | Michel Roux        |
| 2008      | Laurent Four           | Jean-Marc Goudin     | Laurent Marcon     |
| 2009      | Dimitri Champion       | Jean-Marc Bideau     | Jimmy Turgis       |
| 2010      | Jean-Christophe Currit | Matthieu Jeannès     | Arnaud Labbe       |
| 2011 (1)  | Jean-Christophe Currit | Nicolas Roux         | Jérémy Laby        |
| 2011 (2)  | Lilian Jégou           | Nicolas Roux         | Nicolas Baldo      |
| 2012 (1)  | Robin Cattet           | Nicolas Roux         | David De Vecchi    |
| 2012 (2)  | Nicolas Roux           | David De Vecchi      | Kenny Nijssen      |
| 2013      | Nicolas Roux           | Julien Absalon       | Peter Pouly        |
| 2014      | Loïc Herbreteau        | Peter Pouly          | Nicolas Loustaunou |
| 2015      | Jérémy Bescond         | Antonin Marécaille   | Robin Cattet       |
| 2016      | Tao Quéméré            | Matthieu Converset   | Jérémy Bescond     |
| 2017      | Jonas Abrahamsen       | Tao Quéméré          | Jonas Ellingsen    |
| 2018      | Victor Lafay           | Óscar Tovar          | Cédrick Dubois     |
| 2019      | Cédrick Dubois         | Tim Alleman          | Antoine Berlin     |
| 2020-2021 | annulé                 | annulé               | annulé             |
| 2022      | Stefan Kirchmair       | Loïc Ruffaut         | Jacques Lebreton   |
| 2023      | Artus Jaladeau         | Dimitri Bussard      | Damien Jeanjean    |
| 2024      | Damien Jeanjean        | Adrien Guillonnet    | Tim Alleman        |
| 2025      | Victor Vidal           | Jack Burke           | Arthur Blanc       |

### Vainqueur de la course féminine
- 1993 : Maryse Simon
- 1994 : Brigitte Kerlouet
- 1995 : Marion Clignet
- 1996 : Laure Russias
- 1997 : Laure Russias
- 1998 : Christine Muller-Sellier
- 1999 : Séverine Desbouys
- 2000 : Séverine Desbouys
- 2001 : Élisabeth Chevanne-Brunel
- 2002 : Jeannie Longo
- 2003 : Stéphanie Gros
- 2004 : Giana Roberge
- 2005 : Laurence Leboucher
- 2006 : Karine Saysset
- 2007 : Evelyne Casenave
- 2008 : Karine Saysset
- 2009 : Magdalena de Saint-Jean
- 2010 : Magdalena de Saint-Jean
- 2011 : Magdalena de Saint-Jean (étape 1 et 2)
- 2012 : Karine Saysset (étape 1 et 2)
- 2013 : Magdalena de Saint-Jean
- 2014 : Magdalena de Saint-Jean
- 2015 : Edwige Pitel
- 2016 : Edwige Pitel
- 2017 : Edwige Pitel
- 2018 : Edwige Pitel
- 2019 : Edwige Pitel
- 2022 : Flávia Oliveira
- 2023 : Martina Sáblíková
- 2024 : Gladys Verhulst
- 2025 : Stephanie Meder